# Апеннины (департамент)
Апеннины (фр. Apennins) — административная единица Первой французской империи, располагавшаяся на части земель современных итальянских провинций Генуя, Специя, Масса-Каррара, Парма. Департамент назван в честь Апеннинских гор.
Департамент был образован 6 июня 1805 года, после того, как Франция присоединила территории Лигурийской республики 4 июня 1805 года. Его столицей был город Кьявари. Департамент был расформирован после падения Наполеона I в 1814 году. Затем он снова стал частью восстановленной на непродолжительное время Лигурийской республики, но Венский конгресс в декабре 1814 года передал эту территорию Сардинскому королевству.
Департамент был разделен на следующие округа и кантоны (по состоянию на в 1812 год):
- округ Кьявари, кантоны: Кьявари, Бордзонаска, Лаванья, Моконези, Рапалло, Санто-Стефано-д’Авето, Сестри-Леванте и Варезе-Лигуре.
- округ Понтремоли, кантоны: Понтремоли, Баньоне, Берчето, Борго-Валь-ди-Таро, Компьяно, Филаттьера, Гропполи и Террароса.
- округ Сарцана, кантоны: Сарцана, Альбиано, Каличе-аль-Корновильо, Фивиццано, Сеста-Годано, Специя, Леричи, Леванто и Веццано-Лигуре.

Население департамента в 1812 году составило 213 465 человек, а его площадь составляла 416 000 га.